# Saint-Oradoux-de-Chirouze
Saint-Oradoux-de-Chirouze é uma comuna francesa na região administrativa da Nova Aquitânia, no departamento de Creuse. Estende-se por uma área de 28,58 km². Em 2010 a comuna tinha 70 habitantes (densidade: 2,4 hab./km²).